# 松平忠貞
松平 忠貞（まつだいら たださだ、天正16年（1588年） - 元和5年6月24日（1619年8月3日））は、江戸時代前期の旗本。通称は長三郎、惣兵衛。
松平家忠の次男。母は水野忠分の娘。妻は彦坂光正の娘。子に忠良、忠治がいる。
慶長8年（1603年）より徳川家康に近侍し、書院番を務めた。慶長15年（1610年）10月14日に三河国宝飯郡で1000石を与えられた。元和5年（1619年）、徳川秀忠の上洛に供奉し、同年6月24日に伏見城にて死去。享年32。法名は源洞。